# Moravičany (nádraží)
Moravičany (v letech 1906–1961 Moravičany-Loštice) jsou železniční stanice ve stejnojmenné obci v okrese Šumperk. Nachází se v nadmořské výšce 248 m na železniční trati Česká Třebová – Přerov, v km 55,984.

## Historie
V roce 1845 procházela u obce Moravičany olomoucko-pražská železniční trať společnosti Severní státní dráhy (NStEG), ale železniční zastávka a nákladiště zde byla zřízena až v roce 1890. V roce 1897 byla Společností státní dráhy (StEG) zastávka převedena na železniční stanici a při zdvoukolejnění a přestavbě stanice byla postavena nová výpravní budova.
Ve stanici je vnitrostátní pokladna, ve které lze platit eury, čekárna pro cestující a bezbariérové WC.
Stanice je od roku 2012 dálkově řízena Centrálním dispečerským pracovištěm Přerov.

## Výpravní budova
Původní výpravní budova z toku 1890 byla přízemní a v roce 1897 přestavěna na dvoupatrovou podle návrhu architekta Johanna Oehma. Nová výpravní budova byla postavena v roce 1924. Patrová zděná stavba na půdorysu obdélníku byla členěna vertikálně římsou z neomítaných cihel. Střecha sedlová. V sousedství byla postavena přízemní stavba se sedlovou střechou, která byla určena pro záchodky. Novou výpravnu navrhl stavitel František Vodici ve stylu ovlivněném lidovými prvky a postavil ji ing. V. Novák z Pardubic.